# بروتيوباثي

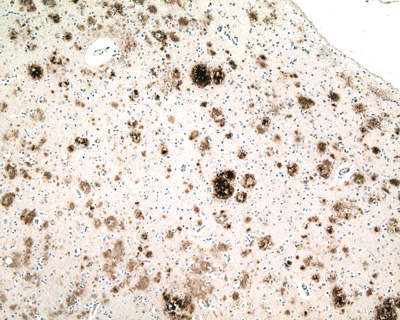

في الطب، يشير اعتلال بروتيوباثي إلى فئة من الأمراض تصبح فيها بروتينات معينة غير طبيعية من الناحية الهيكلية، يشير العلاج البروتيوباثي الي الوظيفة في خلايا وأنسجة وأعضاء الجسم. غالبًا ما تفشل البروتينات في الانطواء في تكوينها الطبيعي؛ في هذه الحالة الخاطئة، يمكن أن تصبح البروتينات سامة بطريقة ما (زيادة في الوظيفة السامة) أو قد تفقد وظيفتها الطبيعية. تشمل الاعتلالات الأولية (المعروفة أيضًا باسم اعتلال البروتين، واضطرابات تكوين البروتين، أو أمراض اختلال البروتين) أمراضًا مثل مرض كروتزفيلد جاكوب وأمراض البريون الأخرى، ومرض الزهايمر، ومرض باركنسون، والداء النشواني، وضمور الجهاز المتعدد، ومجموعة واسعة من الاضطرابات الأخرى (انظر قائمة البروتيوباتيز). تم اقتراح مصطلح المعالجة الأولية لأول مرة في عام 2000 من قبل لاري ووكر وهاري ليفين.
يمكن لمفهوم المعالجة الأولية أن يرجع إلى أصوله في منتصف القرن التاسع عشر، عندما صاغ رودولف فيرشو، في عام 1854 ، مصطلح الأميلويد («يشبه النشا») لوصف مادة في الجسم الدماغي النشواني الذي أظهر تفاعلًا كيميائيًا يشبه تفاعل السليلوز. في عام 1859، أثبت فريدريك وكيكولي أنه بدلاً من أن يتكون من السليلوز، فإن مادة «الأميلويد» غنية بالبروتينات. أظهرت الأبحاث اللاحقة أن العديد من البروتينات المختلفة يمكن أن تشكل أميلويد، وأن جميع الأميلويد لها انكسار مشترك في الضوء المستقطب المتقاطع بعد تلطيخها بصبغة كونغو ريد، بالإضافة إلى بنية ليفية فائقة الدقة عند عرضها بالمجهر الإلكتروني. ومع ذلك، فإن بعض الآفات البروتينية تفتقر إلى الانكسار وتحتوي على عدد قليل من ألياف الأميلويد الكلاسيكية أو لا تحتوي على أي منها، مثل الرواسب المنتشرة لبروتين A في أدمغة مرضى الزهايمر. علاوة على ذلك، ظهرت أدلة على أن مجاميع البروتين الصغيرة غير الليفية المعروفة باسم أوليغومرات سامة لخلايا العضو المصاب، وأن البروتينات النشواني المنشأ في شكلها الليفي قد تكون حميدة نسبيًا.

## الفيزيولوجيا المرضية
في معظم الاوقات، إن لم يكن كل العلاج الأولي يؤدي التغيير في الطي ثلاثي الأبعاد (التشكل) إلى زيادة ميل بروتين معين إلى الارتباط بنفسه. في هذا الشكل المجمع، يكون البروتين مقاومًا للتصفية ويمكن أن يتداخل مع القدرة الطبيعية للأعضاء المصابة. في بعض الحالات، يؤدي خلل في تكوين البروتين إلى فقدان وظيفته المعتادة. على سبيل المثال، ينتج التليف الكيسي عن خلل في بروتين منظم توصيل الغشاء التليف الكيسي (CFTR)، وفي التصلب الجانبي الضموري / تنكس الفص الجبهي الصدغي (FTLD)، تتجمع بعض البروتينات المنظمة للجينات بشكل غير مناسب في السيتوبلازم، وبالتالي فهي غير قادر على أداء مهامهم الطبيعية داخل النواة. نظرًا لأن البروتينات تشترك في سمة هيكلية مشتركة تُعرف باسم العمود الفقري متعدد الببتيد، فإن جميع البروتينات لديها القدرة على الانطواء بشكل خاطئ في بعض الظروف. ومع ذلك، يرتبط عدد قليل نسبيًا من البروتينات باضطرابات البروتيوباثي، ربما بسبب الخصائص الهيكلية للبروتينات الضعيفة. على سبيل المثال، البروتينات التي عادة ما تكون مكشوفة أو غير مستقرة نسبيًا مثل المونومرات (أي كجزيئات بروتينية مفردة غير مرتبطة) من المرجح أن تتشكل بشكل غير طبيعي في شكل غير طبيعي. في جميع الحالات تقريبًا، يتضمن التكوين الجزيئي المسبب للمرض زيادة في التركيب الثانوي لصفيحة بيتا للبروتين. وقد ثبت أن البروتينات غير الطبيعية في بعض الاعتلالات الأولية تنثني إلى أشكال متعددة ثلاثية الأبعاد؛ يتم تحديد هذه الهياكل البروتينية المتغيرة من خلال خصائصها المختلفة المسببة للأمراض والكيمياء الحيوية والتوافق. تمت دراستها بدقة أكبر فيما يتعلق بمرض البريون، ويشار إليها باسم سلالات البروتين.
تزداد احتمالية تطور المعالجة الأولية من خلال بعض عوامل الخطر التي تعزز التجميع الذاتي للبروتين. وتشمل هذه التغييرات المزعزعة للاستقرار في تسلسل الأحماض الأمينية الأولية للبروتين، والتعديلات اللاحقة للترجمة (مثل فرط الفسفرة)، والتغيرات في درجة الحرارة أو الرقم الهيدروجيني، وزيادة إنتاج البروتين، أو انخفاض في تخليصه. التقدم في العمر هو عامل خطر قوي، كما هو الحال مع إصابات الدماغ. في الدماغ المتقدم في السن، يمكن أن تتداخل العديد من الاعتلالات الأولية. على سبيل المثال، بالإضافة إلى اعتلال تاوباثي والداء النشواني Aβ (اللذين يتعايشان كسمات مرضية رئيسية لمرض الزهايمر)، يعاني العديد من مرضى الزهايمر من اعتلال الغشاء المفصلي المصاحب (أجسام ليوي) في الدماغ.
من المفترض أن المرافقات والمرافقين (البروتينات التي تساعد على طي البروتين) قد يقاوم السمية البروتينية أثناء الشيخوخة وفي أمراض اختلال البروتين للحفاظ على البروتين.

## تحريض البذور
يمكن تحفيز بعض البروتينات على تكوين تجمعات غير طبيعية عن طريق التعرض لنفس البروتين (أو ما شابه) الذي انثنى في شكل يسبب المرض، وهي عملية تسمى «البذر» أو «القالب المتساهل». وبهذه الطريقة، يمكن إحداث حالة المرض في مضيف حساس عن طريق إدخال مستخلص الأنسجة المريضة من متبرع مصاب. وأشهر أشكال المعالجة الأولية المحفزة هو مرض البريون، والذي يمكن أن ينتقل عن طريق تعريض كائن حي مضيف لبروتين بريون منقى في شكل يسبب المرض. يوجد الآن دليل على أن أمراض البروتيوبات الأخرى يمكن أن تحدث بواسطة آلية مماثلة، بما في ذلك الداء النشواني Aβ ، والداء النشواني A (AA)، والداء النشواني البروتين الشحمي AII ، اعتلال تاوباثي، اعتلال الغشاء الخلوي، [36] [37] [38] [39] وتجميع فائق الأكسيد ديسموتاز -1 (SOD1)، بولي جلوتامين، وبروتين رابط الحمض النووي (TAR 43) (TDP-43).
في كل هذه الحالات، يبدو أن الشكل الشاذ للبروتين نفسه هو العامل الممرض. في بعض الحالات، يمكن أن يحدث ترسب نوع واحد من البروتين تجريبيًا عن طريق التجميعات المجمعة لبروتينات أخرى غنية ببنية-sheet ، ربما بسبب التكامل الهيكلي لجزيئات البروتين. على سبيل المثال، يمكن تحفيز داء النشواني AA في الفئران عن طريق جزيئات كبيرة متنوعة مثل الحرير وخميرة الأميلويد Sup35 وألياف الضفيرة من بكتيريا Escherichia coli.] بالإضافة إلى ذلك، يمكن تحفيز صميم البروتين الشحمي AII أميلويد في الفئران عن طريق مجموعة متنوعة من ليفات الأميلويد الغنية بالصفائح، ويمكن تحفيز اعتلال تاووباثي الدماغي عن طريق مستخلصات الدماغ الغنية بمركب Aβ. هناك أيضًا دليل تجريبي على البذر المتبادل بين بروتين البريون و Aβ. بشكل عام، يكون هذا البذر غير المتجانسة أقل كفاءة من البذر بواسطة شكل تالف من نفس البروتين.

## قائمة المعالجات
| بروتوباثي                                                           | البروتين الرئيسي المتجمع                                           |
| مرض الزهايمر                                                        | Amyloid β peptide (Aβ); Tau protein (see tauopathies)              |
| اعتلال الأوعية الدموية الدماغي بيتا اميلويد                         | Amyloid β peptide (Aβ)                                             |
| تنكس الخلايا العقدية الشبكية في الجلوكوما                           | Amyloid β peptide (Aβ)                                             |
| أمراض بريون (متعددة)                                                | Prion protein                                                      |
| مرض باركنسون واعتلالات أخرى في النسيج الخلوي (متعددة)               | α-Synuclein                                                        |
| Tauopathies (متعددة)                                                | Microtubule-associated protein tau (Tau protein)                   |
| تنكس الفص الجبهي الصدغي (FTLD) (Ubi + ، Tau-)                       | TDP-43                                                             |
| FTLD–FUS                                                            | Fused in sarcoma (FUS) protein                                     |
| التصلب الجانبي الضموري (ALS)                                        | Superoxide dismutase, TDP-43, FUS, C9ORF72, ubiquilin-2 (UBQLN2)   |
| داء هنتنغتون واضطرابات تكرار ثلاثي النوكليوتيدات الأخرى (متعددة)    | Proteins with tandem glutamine expansions                          |
| الخرف البريطاني العائلي                                             | ABri                                                               |
| الخرف العائلي الدنماركي                                             | ADan                                                               |
| النزف الدماغي الوراثي المصحوب بالداء النشواني (الأيسلندي) (HCHWA-I) | Cystatin C                                                         |
| CADASIL                                                             | Notch3                                                             |
| مرض الإسكندر                                                        | Glial fibrillary acidic protein (GFAP)                             |
| مرض بيليزايوس-ميرزباخر                                              | proteolipid protein (PLP)                                          |
| Seipinopathies                                                      | Seipin                                                             |
| اعتلال الأعصاب النشواني العائلي، الداء النشواني الجهازي             | Transthyretin                                                      |
| اعتلالات سيربينوباتيز (متعددة)                                      | Serpins                                                            |
| الداء النشواني AL (السلسلة الخفيفة) (الداء النشواني الجهازي الأولي) | Monoclonal immunoglobulin light chains                             |
| AH (سلسلة ثقيلة) الداء النشواني                                     | Immunoglobulin heavy chains                                        |
| داء النشواني AA (الثانوي)                                           | Amyloid A protein                                                  |
| داء السكري من النوع الثاني                                          | Islet amyloid polypeptide (IAPP; amylin)                           |
| الداء النشواني الأورطي الإنسي                                       | Medin (lactadherin)                                                |
| داء النشواني ApoAI                                                  | Apolipoprotein AI                                                  |
| داء النشواني ApoAII                                                 | Apolipoprotein AII                                                 |
| داء النشواني ApoAIV                                                 | Apolipoprotein AIV                                                 |
| الداء النشواني العائلي من النوع الفنلندي (FAF)                      | Gelsolin                                                           |
| داء النشواني الليزوزيم                                              | Lysozyme                                                           |
| داء النشواني الفيبرينوجين                                           | Fibrinogen                                                         |
| الداء النشواني لغسيل الكلى                                          | Beta-2 microglobulin                                               |
| التهاب عضلات الجسم الشمولي / اعتلال عضلي                            | Amyloid β peptide (Aβ)                                             |
| إعتام عدسة العين                                                    | Crystallins                                                        |
| التهاب الشبكية الصباغي مع طفرات رودوبسين                            | rhodopsin                                                          |
| سرطان الغدة الدرقية النخاعي                                         | Calcitonin                                                         |
| داء النشواني الأذيني القلبي                                         | Atrial natriuretic factor                                          |
| ورم برولاكتيني نخامي                                                | Prolactin                                                          |
| ضمور القرنية الشبكي الوراثي                                         | Keratoepithelin                                                    |
| داء النشواني الجلدي                                                 | Keratins                                                           |
| أجساد مالوري                                                        | Keratin intermediate filament proteins                             |
| داء النشواني لاكتوفيرين القرني                                      | Lactoferrin                                                        |
| داء البروتينات السنخية الرئوية                                      | Surfactant protein C (SP-C)                                        |
| ورم الأميلويد السني المنشأ (Pindborg)                               | Odontogenic ameloblast-associated protein                          |
| اميلويد الحويصلة المنوية                                            | Semenogelin I                                                      |
| صميم البروتين الشحمي C2 الداء النشواني                              | Apolipoprotein C2 (ApoC2)                                          |
| صميم البروتين الشحمي C3 الداء النشواني                              | Apolipoprotein C3 (ApoC3)                                          |
| داء النشواني Lect2                                                  | Leukocyte chemotactic factor-2 (Lect2)                             |
| داء الأنسولين النشواني                                              | Insulin                                                            |
| داء النشواني Galectin-7 (الداء النشواني الجلدي الأولي الموضعي)      | Galectin-7 (Gal7)                                                  |
| داء النشواني كورنيوديسموسين                                         | Corneodesmosin                                                     |
| داء النشواني Enfuvirtide                                            | Enfuvirtide                                                        |
| تليف كيسي                                                           | cystic fibrosis transmembrane conductance regulator (CFTR) protein |
| داء الكريات المنجلية                                                | Hemoglobin                                                         |

## الإدارة
كان تطوير علاجات فعلاً للعديد من الاعتلالات الأولية أمرًا صعبًا. نظرًا لأن الاعتلالات الأولية تشتمل غالبًا البروتينات المختلفة التي تنشأ من مصادر مختلفة. يجب تخصيص استراتيجيات العلاج لكل اضطراب؛ ومع ذلك، تشمل الأساليب العلاجية العامة الحفاظ على وظيفة الأعضاء المصابة، وتقليل تكوين البروتينات المسببة للمرض، ومنع البروتينات من التشكل و / أو التجميع، أو تعزيز إزالتها. على سبيل المثال، في مرض الزهايمر، يبحث الباحثون عن طرق لتقليل إنتاج البروتين المرتبط بالمرض عن طريق تثبيط الإنزيمات التي تحرره من البروتين الأصلي. هناك إستراتيجية أخرى تتمثل في استخدام الأجسام المضادة لتحييد بروتينات معينة عن طريق التحصين النشط أو السلبي. في بعض المعالجات الأولية، قد يكون تثبيط التأثيرات السامة لأوليغومرات البروتين مفيدًا. يمكن الحد من الداء النشواني أ (AA) عن طريق علاج الحالة الالتهابية التي تزيد من كمية البروتين في الدم (يشار إليها باسم أميلويد المصل A ، أو SAA). في الداء النشواني المناعي الخفيف السلسلة (الداء النشواني AL)، يمكن استخدام العلاج الكيميائي لخفض عدد خلايا الدم التي تصنع بروتين السلسلة الخفيفة الذي يشكل الأميلويد في أعضاء الجسم المختلفة. ينتج الداء النشواني (ATTR) عن ترانستيريتين (TTR) من ترسب TTR غير المطوي في أعضاء متعددة. نظرًا لأن TTR ينتج بشكل رئيسي في الكبد، يمكن إبطاء داء النشواني TTR في بعض الحالات الوراثية عن طريق زراعة الكبد. يمكن أيضًا علاج الداء النشواني TTR عن طريق تثبيت التجمعات الطبيعية للبروتين (تسمى tetramers) لأنها تتكون من أربعة جزيئات TTR مرتبطة ببعضها البعض). يمنع التثبيت جزيئات TTR الفردية من الهروب، والاختلال، والتجمع في مادة أميلويد.
يتم التحقيق في العديد من استراتيجيات العلاج الأخرى للعلاجات الأولية، بما في ذلك الجزيئات الصغيرة والأدوية البيولوجية مثل الرنا الصغير المتداخل، قليل النوكليوتيدات المضادة للحساسية، الببتيدات، والخلايا المناعية المهندسة. في بعض الحالات، يمكن الجمع بين عدة عوامل علاجية لتحسين الفعالية.